# La muralla china
La muralla china es un texto escrito por Franz Kafka en marzo de 1917, que fue extraído de los escritos que quedaron tras su muerte y publicado como narración. Describe la dedicación del pueblo chino a la construcción de la Gran Muralla y su mistificación. Son bosquejados también un liderazgo casi omnisciente y un imperio muy lejano.
Incluido en el texto hay un pasaje que el propio Kafka ya había publicado como relato independiente llamado Eine kaiserliche Botschaft en la revista Selbstwehr en septiembre de 1917 y en 1920 como parte de la colección de relatos Un médico rural (Ein Landarzt).
En 1931, el amigo de Kafka, Max Brod, publicó el primer volumen de la prosa de Kafka bajo el título Durante la construcción de la muralla china.

## Antecedentes
A lo largo de su vida, Franz Kafka escribió continuamente innumerables borradores de textos literarios y otras observaciones en cuadernos o en hojas de papel sueltas. El espectro de estas notas va desde palabras aisladas incoherentes hasta historias que parecen listas para su publicación. Kafka destruyó un número desconocido de tales bocetos de ideas, y solo trabajó en una pequeña parte antes de la publicación. Después de su muerte, Max Brod conservó y examinó el material restante, seleccionó pasajes de texto que consideró tenían "la característica de coherencia y perfección artística" y los publicó junto con Hans-Joachim Schoeps como "historias y prosa no impresas de la sucesión” – ese es el subtítulo de la primera antología.
El original manuscrito de la historia de la construcción de la muralla china se encuentra entre otros textos en el tercero de los ocho llamados Oktavhefte (cuadernos en octava), que Kafka utilizó desde 1916 hasta 1918 para escritos del tipo antes mencionado. En el epílogo de la primera versión impresa, que apareció en la revista Der Morgen en 1930, dijo H.-J. Schoeps l:
Durante la construcción de la muralla china data de 1918/19. La versión final de la voluminosa novela compartió el destino de muchas otras obras, ya que fue quemada por su autor. Una afortunada coincidencia salvó de este destino a un pequeño cuaderno de bocetos, que encontré en la sucesión y que al menos aún contenía algunas partes completas del primer borrador. Las dos historias publicadas aquí son partes independientes de la novela, que se ha perdido en su totalidad.
Esta primera publicación, como muchas ediciones posteriores, no presenta el texto completo que se encuentra en el manuscrito original entre el encabezado Durante la construcción de la muralla china y el siguiente encabezado Una hoja vieja (Una hoja vieja), sino que se abstiene de reproducir una sección de unas veinte frases que se publicó por primera vez en 1937 como un Fragmento sobre la construcción de la muralla China.

## Trama
Un narrador anónimo, ostensiblemente interesado en muchas cosas, relata retrospectivamente, como testigo contemporáneo, sobre la era de la construcción de la muralla china. Primero describe en detalle el sistema de realización la muralla como un mosaico de secciones individuales. Esparcidas por toda la frontera, se construyeron respectivamente dos partes que se fueron acercando mutuamente. Después de que se unieron, los constructores avanzaron y erigieron nuevas secciones a lo lejos. Esta era la única forma de mantener su entusiasmo y poder creativo a largo plazo. Además, toda la gente -incluso los niños más pequeños- había sido preparada para la construcción la muralla décadas antes del inicio. Para quienes se dedicaban a la construcción, el trabajo no era sólo un deber, sino una necesidad que unía al pueblo. Se trataba de mucho más que la construcción de una instalación de ingeniería estructural. Un erudito incluso propagó que la Torre de Babel aún podría construirse con la muralla como base. Por otra parte, el narrador también da razones que hacen que la construcción en secciones parezca poco práctica: la muralla incompleto no puede brindar protección hasta que esté completo, y está el mismo en peligro. No queda claro si realmente se completó. Solo los principales líderes podrían haber dado la información esclarecedora, pero nadie a quien le preguntó el narrador sabía dónde estaban ellos y quiénes eran. Por lo tanto, se intentó comprender sus instrucciones, pero solo hasta un cierto punto, más allá del cual era mejor no ir. El liderazgo parece ser omnisciente, la opinión predominante era que conocían a todos y tenían enormes preocupaciones, sí, "probablemente siempre existió y la decisión de construir la muralla también".
El narrador pasa luego a otro tema con el comentario de que la construcción de la muralla también se vio significativamente afectada: el "descubrió que los chinos tenemos ciertas instituciones nacionales y estatales con una claridad única, otras con una ambigüedad única". Una de las “instituciones más oscuras” es el imperio. Debido a su inmenso tamaño, está tan lejos que la población de las provincias no conoce ni al emperador actual ni a la dinastía asociada. Cada mensaje llega demasiado tarde y, en todo caso, completamente desactualizado,. La incertidumbre es tan grande que la gente a menudo toma lo que pasó hace mucho tiempo como si todavía existiera, mientras que las noticias a veces se descartan como historias viejas. Aquí el narrador entreteje la saga de la embajada imperial (Eine kaiserliche Bostachaft), que expresa bien esta relación. Básicamente, cree el narrador, el pueblo no tiene ningún emperador y lleva una “vida hasta cierto punto libre y descontrolada”, que sin embargo se caracteriza por una estricta lealtad al emperador y pureza moral, aunque “no está sujeta a ninguna ley presente y sólo obedece las instrucciones y advertencias que nos llegaron desde la antigüedad".

## Análisis de texto
El estado inacabado de la historia hace que sea difícil categorizarla en un determinado género artístico. H.-J. Schoeps la describió como un fragmento borrador de una novela, otros editores lo clasificaron como una historia. Similar a un cuento o relato corto, carece tanto de una exposición como de una trama diferenciada. El escenario y la situación son ficticios y están descritos por un narrador en primera persona, que llama a sus explicaciones un "informe" o una "investigación". Sin embargo, son más como un ensayo, ya que las conjeturas y consideraciones personales ocupan mucho espacio en él. La dicción, también, es solo fáctica al principio y pronto se vuelve enfática, escalando a veces hasta el punto de la exageración poética. El uso frecuente del pronombre "nosotros" así como episodios anecdóticos intercalados de la experiencia personal del narrador permiten al menos concluir que éste está integrado en el mundo narrado. Sin embargo, sus datos personales siguen siendo vagos, por lo que no está claro si estuvo involucrado y en qué medida o si solo fue un observador de lo que estaba sucediendo.
La historia tiene poco que ver con las condiciones reales de la antigua China. Por ejemplo, la construcción la muralla en realidad tomó siglos, mientras que el narrador hace que comience y se complete en solo una generación.
Varias interpretaciones textuales se pueden encontrar en la literatura secundaria de Kafka, que ven el texto como una parábola.

## Interpretaciones y comentarios
Hans-Joachim Schoeps ve el tema básico de la vida y la experiencia de Kafka resonando en la representación real-simbólica del autor: la soledad del individuo en el mundo y su anhelo de integración en un contexto significativo a través de la colaboración en una obra global.
Gunther Anders considera que: "Una parte considerable de la obra de Kafka trata del judío. Así la novela El castillo, así la historia del ratón "Josephine". Pero la palabra "judío" rara vez aparece. De hecho, en las piezas llamadas La muralla china, la palabra "judío" se reemplaza constantemente por la palabra "chino".
Jost Schillemeit (con referencia a interpretaciones similares de Hartmut Binder y Günther Anders): [La historia] contiene, en medio de un lenguaje de parábolas poéticamente transformador, el reflejo de un examen del presente y la historia del judaísmo, tal como ambos fueron para Kafka en ese momento, [...], representado.
Sobre la base de otros fragmentos de texto, así como detalles del trasfondo de la vida y la experiencia de Kafka, J. Schillemeit también desarrolla la tesis de que la propia relación de Kafka con el tema postulado como la de una persona "internamente involucrada, pero externamente y prácticamente no comprometida".
Hideo Nakazawa interpreta el texto como un examen de varias corrientes del sionismo contemporáneo y afirma la actitud escéptica de Kafka hacia el "sionismo cultural" y su protagonista Martin Buber.
Benno Wagner identifica al autor de la obra con el narrador: "su posición específica como observador, como la de su creador Kafka, se basa en la combinación única del conocimiento experto de los dispositivos de protección con el conocimiento amateur en el campo de la "historia etnológica comparada". 
Kafka escribe [...] en una situación crítica para la existencia del orden político sobre el Imperio austrohúngaro bajo el signo de los chinos [...] y así se sitúa [...] en una tradición bohemia de criptografía que sin duda conoce -Crítica al Estado, tal como lo justifica el posterior fundador de la prensa checa, Karel Havlíček Borovský, [...] en correspondencia extranjera ficticia de Irlanda y China.
Como en otros textos de Kafka, los investigadores, biógrafos e intérpretes de Kafka encontraron una gran cantidad de referencias intertextuales en esta historia. Utilizando varios ejemplos, B. Wagner enuncia sumariamente [...] una escritura que parece 'consistir' en nada más que citas y paráfrasis de los medios, discursos y textos de la tradición y la actualidad. así como [...] una interdiscursividad que puede relacionarse con conjuntos de textos vagamente definidos [...] también una intertextualidad que muchas veces aparentemente está calculada hasta el último detalle y se basa en el diálogo con textos específicos.
El texto se mueve entre la narrativa, la leyenda, la reflexión política y los recuerdos ficticios sin que quede del todo claro a qué se refiere el narrador en primera persona. Aparentemente, está preocupado, más que con la construcción la muralla, con la función del emperador, quien como símbolo mantiene unido al enorme pueblo chino; pero de hecho sin comunicación entre arriba y abajo, que no funciona aunque excepcionalmente se quiera desde "arriba".
Construir la muralla es una empresa profunda, casi adictiva, con un trasfondo ideológico. Hay superiores “que supieron sentir en el fondo de su corazón lo que estaba pasando." Al final de una fase de construcción, los directores de obra habían “perdido toda la confianza en sí mismos, en el edificio y en el mundo." Sus informes fueron escuchados con crédula humildad. Más tarde, el deseo de seguir construyendo se volvió 'indomable'. Es el esfuerzo colectivo irracional que habla desde la palabra: ¡Unidad! ¡Unidad! Pecho contra pecho, danza del pueblo, sangre, ya no encerrada en el ciclo exiguo del cuerpo, sino rodando dulcemente y sin embargo retornando a la China infinita. Pero estas personas que sienten así son etiquetadas cínicamente como "material humano ". Son seducidas por un proyecto que representa la hibris y el absurdo al mismo tiempo. Aparentemente es la profunda necesidad de la gente construir la muralla. La poderosa compulsión que se trasmite desde arriba solo puede adivinarse. 
El "liderazgo" (Führerschaft) aparece sólo a través de sus órdenes. Se desconoce cómo se transmiten a las personas. Se intenta acercarse a su significado a través de la interpretación. Involuntariamente se piensa aquí en interpretación religiosa, jurídica o artística. Pueblo y liderazgo están íntimamente ligados a través de la construcción la muralla, al menos así lo interpreta el pueblo. En el liderazgo se manifiesta la organización, la administración y el poder judicial, es decir, una distante burocracia omnisciente.
El “imperio” es el elemento atrasado y enfermo. Está congelado e incluso más nebuloso que el liderazgo. El imperio obviamente no está involucrado en la construcción la muralla. Está aislado en su vasto palacio por la interminable extensión de tierra. Las esposas imperiales son degeneradas y crueles. El emperador, quien quiera que fuere, nunca podría alcanzar a sus súbditos, incluso si ese fuera su último mensaje en el lecho de muerte.
En esta historia, escrita en 1917, ya se pueden percibir claramente las señales políticas que los sistemas totalitarios, de izquierda y de derecha, estaban enviando La gran muralla es una referencia visionaria a la arquitectura gigantesca de estos sistemas. La frecuente mención de los términos “pueblo” (Volk) y “liderazgo” (Führerschaft) es opresiva en su asociación, especialmente cuando estos también se asocian con “sangre” (Blut) o las expresiones “trabajo popular” (Volkswerk) y “poder popular” (Volkskraft).

## Antecedentes históricos y biográficos

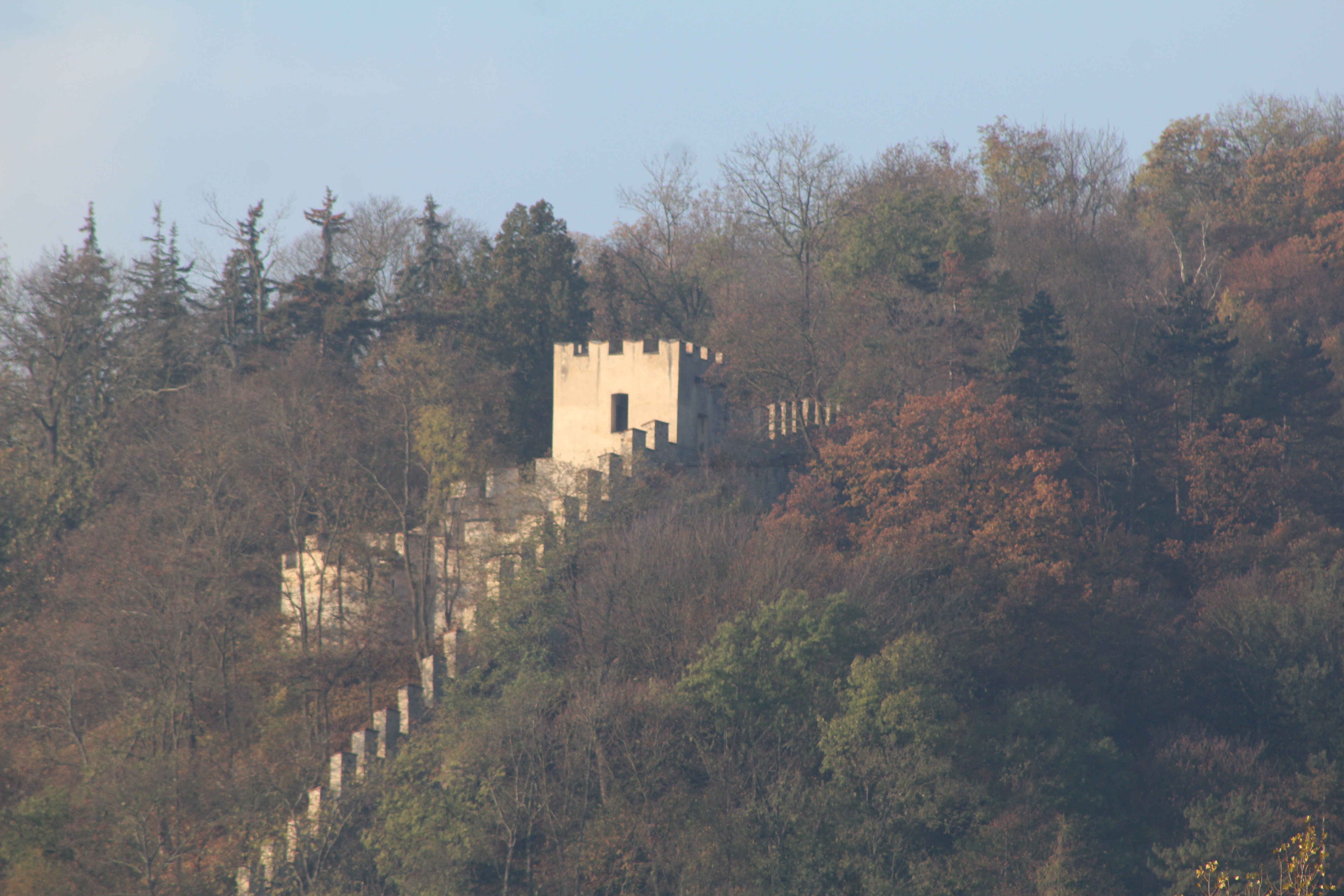
El Muro del Hambre en Praga

Kafka recibió el impulso para su historia la muralla del hambre que construyó el emperador Carlos IV en el siglo XIV. edificado sobre la Malá Strana de Praga.
Kafka estaba en ese momento muy interesado por la historia cultural asiática, pero también por los esfuerzos sionistas y los escritos de Theodor Herzl (El Estado Judío). China es el código para la presentación de las discusiones sionistas sobre la creación de un estado nacional judío y la pérdida de la piedad tradicional, es decir, de las raíces judías orientales.
El texto sobre la inmensa extensión del país y la figura embelesada del emperador pueden verse como un espejo del hundimiento de la monarquía Imperial y real  El emperador Francisco José I había muerto unos meses antes de que se creara la obra.
La descripción de la construcción fragmentaria la muralla recuerda el proceso creativo de Kafka con sus múltiples fragmentos. La novela El proceso en particular se creó de manera similar: primero el primer y el último capítulo, luego los capítulos adicionales conectados libremente.

## Recepción
- El escritor escocés Alasdair Gray fue fuertemente influenciado por la historia. En sus cuentos hay un edificio similar y un imperio chino muy alejado del pueblo.

- Henry Sussman describe el efecto de la siguiente manera:[16]

Kafka permite maravillarse ante las cualidades sublimes y el enigma de la muralla, y en el proceso, disuelve la distancia que de otro modo nos protegería de la violencia de la dinastía Qiny, del trabajo forzado que fue necesario para construir la muralla, de la dimensión de masas anónimas movilizadas y la coerción con que se coordinó el trabajo.

## Ediciones
- Peter-André Alt: Franz Kafka: Der ewige Sohn. Eine Biographie. Verlag C.H. Beck, 2005, ISBN 3-406-53441-4.
- Reiner Stach: Kafka. Die Jahre der Erkenntnis S. Fischer Verlag 2008 ISBN 978-3-10-075119-5.
- Manfred Engel: Kafka und die moderne Welt. In: Manfred Engel, Bernd Auerochs (editor): Kafka-Handbuch. Leben – Werk – Wirkung. Metzler, Stuttgart, Weimar 2010, ISBN 978-3-476-02167-0, p. 498–515.
- Manfred Engel: Entwürfe symbolischer Weltordnungen: China und China Revisited. Zum China-Komplex in Kafkas Werk 1917-1920. In: Manfred Engel, Ritchie Robertson (editor): Kafka, Prag und der Erste Weltkrieg / Kafka, Prague and the First World War. Königshausen & Neumann, Würzburg 2012 (Oxford Kafka Studies 2), S. 221–236. ISBN 978-3-8260-4849-4.
- Bettina von Jagow und Oliver Jahraus: Kafka-Handbuch. Leben-Werk-Wirkung. Vandenhoeck & Ruprecht, 2008, ISBN 978-3-525-20852-6.
- Ulrich Stadler: Der Schlüssel als Schloss und das System des Teilbaues. Kafkas kleine Prosastücke „Beim Bau der chinesischen Mauer“ und „Eine kaiserliche Botschaft“. In: Kleine Prosa: Theorie und Geschichte eines Textfeldes im Literatursystem der Moderne. Herausgegeben von Thomas Althaus, Wolfgang Bunzel und Dirk Göttsche, Max Niemeyer Verlag, Tübingen, 2007, ISBN 978-3-484-10902-5, pp. 157–171 (Leseprobe bei books.google.de).
- Weijian Liu: Kulturelle Exklusion und Identitätsentgrenzung. Zur Darstellung Chinas in der deutschen Literatur 1870 - 1930. Peter Lang, Bern etc. 2007, ISBN 978-3-03911-264-7, Kapitel: Kafkas Umbau der chinesischen Mauer, p. 356–388 (Leseprobe bei books.google.de).

## Literatura secundaria
- Peter-André Alt: Franz Kafka: Der ewige Sohn. Eine Biographie. Verlag C.H. Beck, 2005, ISBN 3-406-53441-4.
- Reiner Stach: Kafka. Die Jahre der Erkenntnis S. Fischer Verlag 2008 ISBN 978-3-10-075119-5.
- Manfred Engel: Kafka und die moderne Welt. In: Manfred Engel, Bernd Auerochs (editor): Kafka-Handbuch. Leben – Werk – Wirkung. Metzler, Stuttgart, Weimar 2010, ISBN 978-3-476-02167-0, S. 498–515, bes. S. 505–507.
- Manfred Engel: Entwürfe symbolischer Weltordnungen: China und China Revisited. Zum China-Komplex in Kafkas Werk 1917-1920. In: Manfred Engel, Ritchie Robertson (editor): Kafka, Prag und der Erste Weltkrieg / Kafka, Prague and the First World War. Königshausen & Neumann, Würzburg 2012 (Oxford Kafka Studies 2), S. 221–236. ISBN 978-3-8260-4849-4.
- Bettina von Jagow und Oliver Jahraus: Kafka-Handbuch. Leben-Werk-Wirkung. Vandenhoeck & Ruprecht, 2008, ISBN 978-3-525-20852-6.
- Ulrich Stadler: Der Schlüssel als Schloss und das System des Teilbaues. Kafkas kleine Prosastücke „Beim Bau der chinesischen Mauer“ und „Eine kaiserliche Botschaft“. In: Kleine Prosa: Theorie und Geschichte eines Textfeldes im Literatursystem der Moderne. Herausgegeben von Thomas Althaus, Wolfgang Bunzel und Dirk Göttsche, Max Niemeyer Verlag, Tübingen, 2007, ISBN 978-3-484-10902-5, S. 157–171 (Leseprobe bei books.google.de).
- Weijian Liu: Kulturelle Exklusion und Identitätsentgrenzung. Zur Darstellung Chinas in der deutschen Literatur 1870 - 1930. Peter Lang, Bern etc. 2007, ISBN 978-3-03911-264-7, Kapitel: Kafkas Umbau der chinesischen Mauer, S. 356–388 (Leseprobe bei books.google.de).